# 阿古洛
阿古洛（西班牙語：Agulo）是西班牙加那利群岛圣克鲁斯-德特内里费省的一个市镇。总面积25.39平方公里，总人口1,067人（2018年），人口密度42人/平方公里。

## 自然
阿古洛的绰号是“绿色阳台”，是联合国教科文组织指定的世界遗产——加拉霍奈国家公园的一部分。

## 人口
| 阿古洛                 |
|                        |
| 来源：西班牙国家统计局 |

## 图集

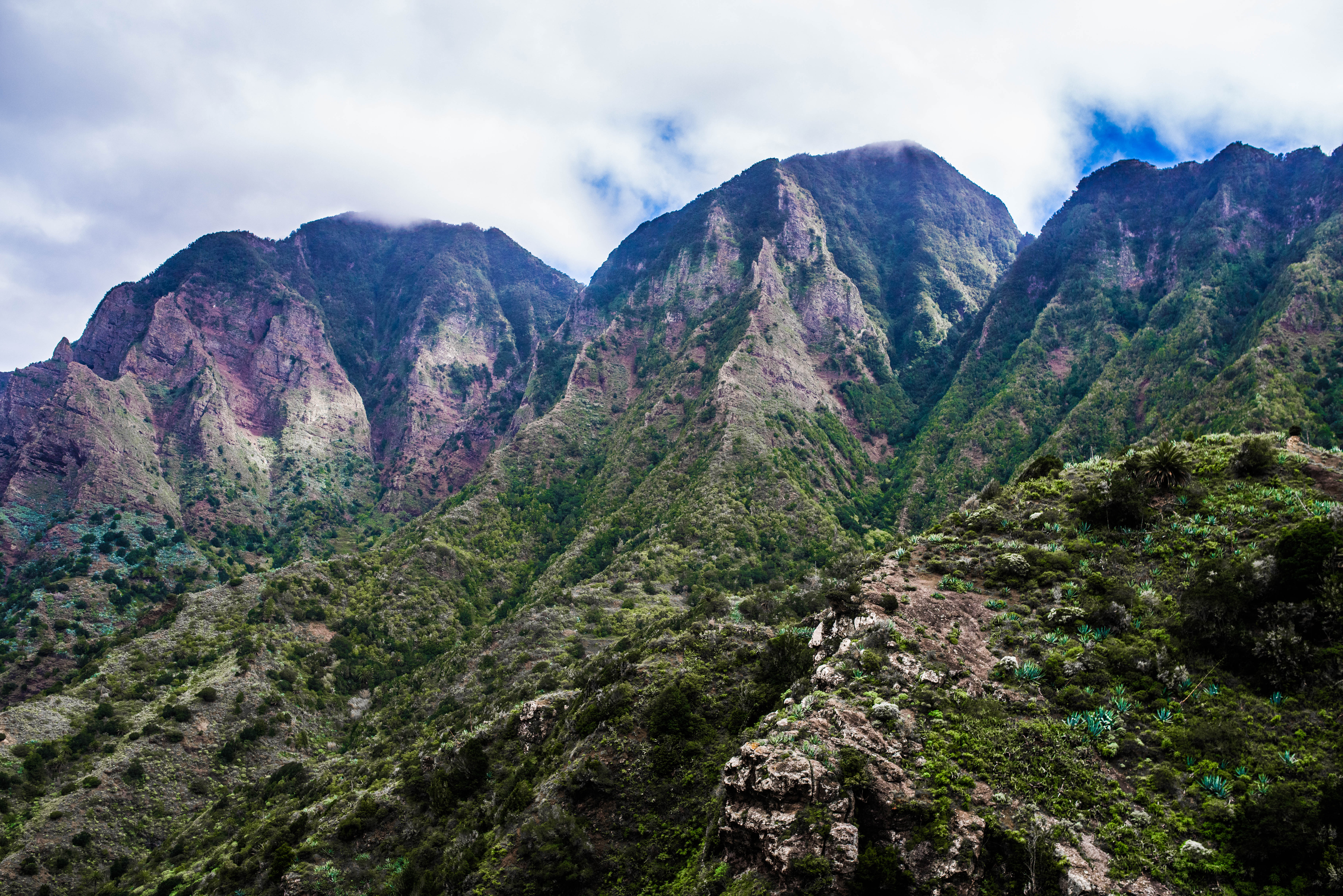
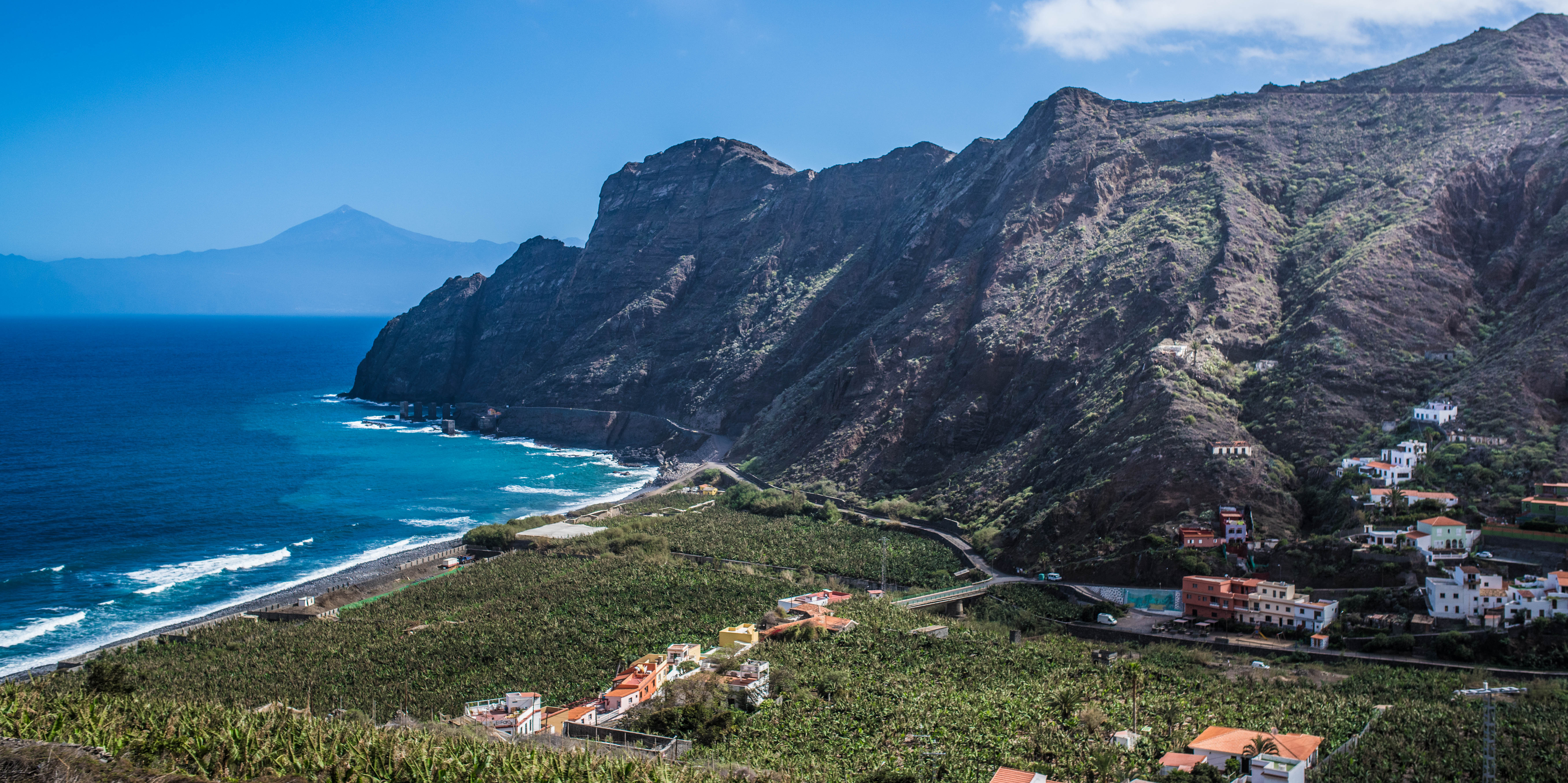
2017年
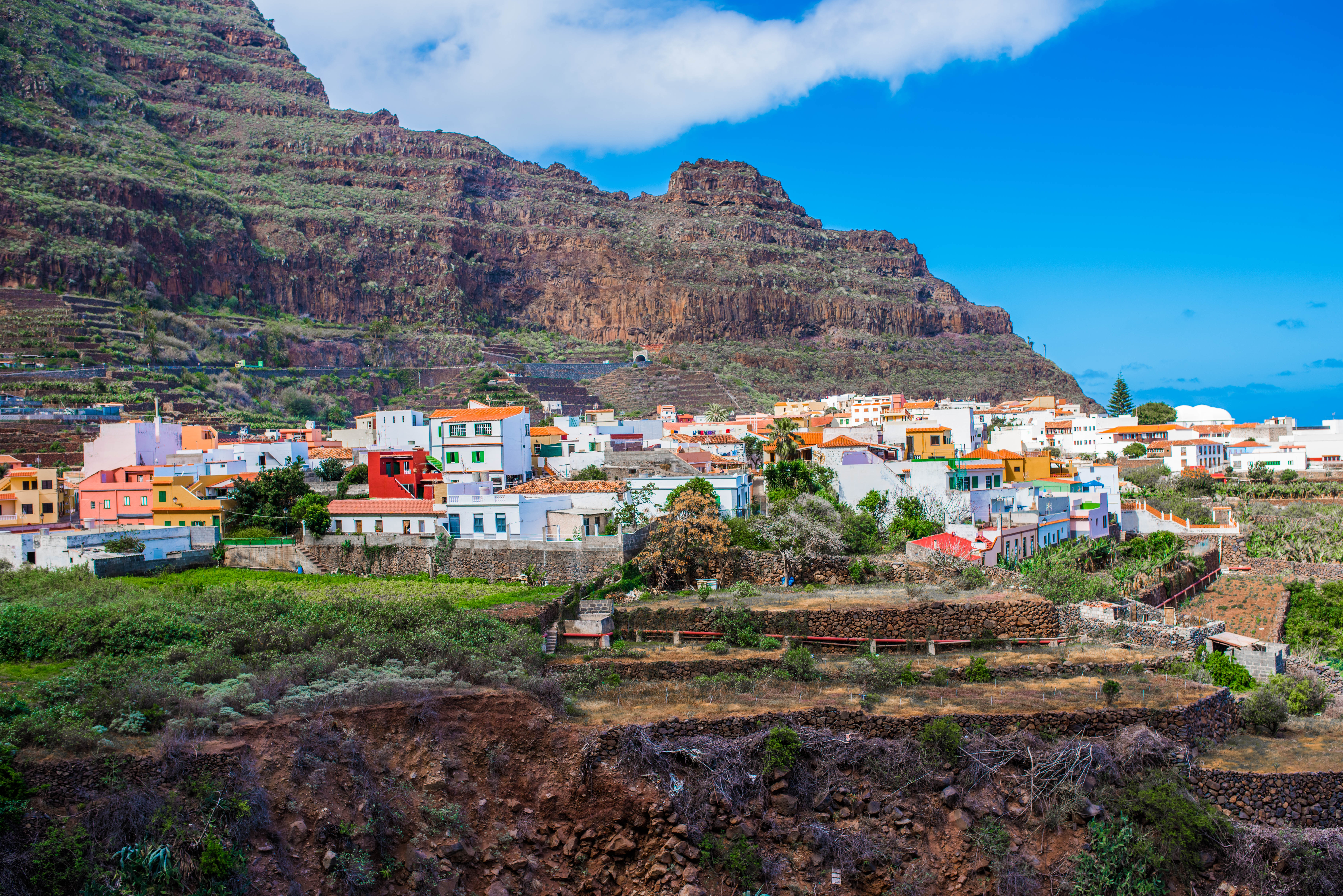
2017年
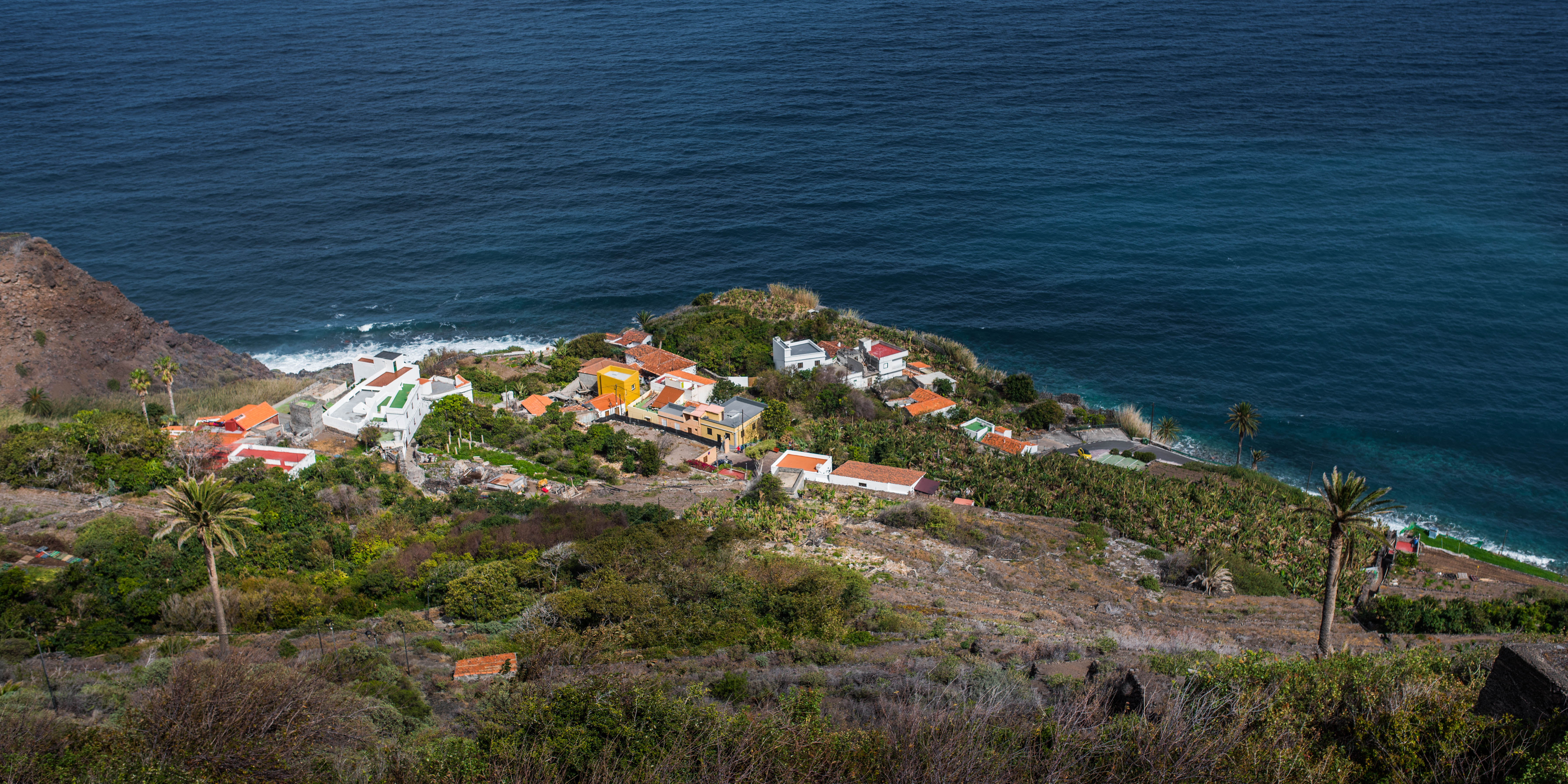
2017年